# Mulleripicus
Mulleripicus és un gènere d'ocells de la família dels pícids (Picidae). Es troben al sud i sud-est asiàtic.

## Taxonomia
El gènere Mulleripicus va ser erigit pel naturalista francès Charles Lucien Bonaparte per acollir el picot pissarrós (Mulleripicus pulverulentus). El nom del gènere fa honor al naturalista alemany Salomon Müller, El gènere pertany a la tribu Picini i és membre d'un clade que conté els cinc gèneres: Colaptes, Piculus, Mulleripicus, Dryocopus i Celeus.
Segons la Classificació del Congrés Ornitològic Internacional (versió 14.2, 2024) aquest gènere està format per 4 espècies:
- picot fuliginós meridional (Mulleripicus fuliginosus).
- picot lleonat (Mulleripicus fulvus).
- picot fuliginós septentrional (Mulleripicus funebris).
- picot pissarrós (Mulleripicus pulverulentus).